# Yeoju
Yeoju (hangul 여주시;, hanja 驪州市) är en stad (si) i den sydkoreanska provinsen Gyeonggi. Folkmängden var 115 358 invånare i slutet av 2020, varav 59 555 invånare bodde i centralorten.
Centraliortem är administrativt indelad i tre stadsdelar (dong)
Jungang-dong,
Ohak-dong och
Yeoheung-dong.
Resten av kommunen är indelad i en köping (eup) och åtta socknar (myeon):
Bungnae-myeon,
Daesin-myeon,
Ganam-eup,
Gangcheon-myeon,
Geumsa-myeon,
Heungcheon-myeon,
Jeomdong-myeon,
Sanbuk-myeon och
Sejongdaewang-myeon.